# Gratien Candace
Gratien Candace (Baillif, 18 de diciembre de 1873-Lormaye, 11 de abril de 1953) fue un político francés.

## Biografía
Nació en Baillif, localidad de la isla de Basse-Terre perteneciente al archipiélago de Guadalupe, el 18 de diciembre de 1873.
Diputado en la Cámara por Guadalupe desde 1912, en 1921 fundó la Association panafricaine, organización que pasó a presidir. El 10 de julio de 1940 fue uno de los parlamentarios que votó a favor del otorgamiento de mayores poderes constitucionales a Philippe Pétain que puso fin a la Tercera República.
Falleció en Lormaye el 11 de abril de 1953.